# Surface de Gauss
En électromagnétisme, une surface de Gauss est une surface imaginaire de l'espace utilisée dans le calcul des champs électriques par le théorème de Gauss. Puisque le théorème de Gauss peut être utilisé dans le cas de certaines symétries particulières du champ électrique, on distingue principalement trois classes de surfaces de Gauss.

## Sphère de Gauss

Sphère de Gauss autour d'une charge ponctuelle.

Utilisée pour des objets chargés de symétrie sphérique, par exemple une charge ponctuelle.
Le flux qui traverse la sphère de Gauss {\displaystyle \left(\Phi _{E}\right)} est décrit par:
{\displaystyle \Phi _{E}=\int \!\!\!\!\!\!\!\subset \!\!\!\supset \!\!\!\!\!\!\!\int _{S}{\vec {E}}\cdot \mathrm {d} {\vec {S}}=E\int \!\!\!\!\!\!\!\subset \!\!\!\supset \!\!\!\!\!\!\!\int _{S}\mathrm {d} S}
où {\displaystyle \int \!\!\!\!\!\!\!\subset \!\!\!\supset \!\!\!\!\!\!\!\int _{S}\mathrm {d} S=4\pi r^{2}.}
Par le théorème de Gauss,  {\displaystyle \left(\Phi _{E}={\frac {Q_{int}}{\varepsilon }}\right)}
{\displaystyle E={\frac {Q_{int}}{4\pi \varepsilon r^{2}}},} où {\displaystyle \varepsilon } est permittivité du milieu et {\displaystyle Q_{int}} la charge contenue dans la sphère de Gauss.

## Cylindre de Gauss

Cylindre chargé entouré d'un cylindre de Gauss.

Utilisé pour trouver le champ électrique produit par des objets de symétrie cylindrique (exemple : cylindre chargé).
Le flux qui traverse le cylindre de Gauss est décrit par:
{\displaystyle \Phi _{E}=\int \!\!\!\!\!\!\!\subset \!\!\!\supset \!\!\!\!\!\!\!\int _{S}{\vec {E}}\cdot \mathrm {d} {\vec {S}}=E\int \!\!\!\!\!\!\!\subset \!\!\!\supset \!\!\!\!\!\!\!\int _{S}\mathrm {d} S}
où {\displaystyle \,\int \!\!\!\!\!\!\!\subset \!\!\!\supset \!\!\!\!\!\!\!\int _{S}\mathrm {d} S=2\pi rL}, avec {\displaystyle r} le rayon et {\displaystyle L} la longueur du cylindre de Gauss (en omettant la surface des 2 bases circulaires car le champ électrique est perpendiculaire a celles-ci, d'où  {\displaystyle {\vec {E}}\cdot {\vec {S}}_{\mathrm {base} }=0} ) .
Ainsi,
{\displaystyle E={\frac {Q_{int}}{2\pi \varepsilon rL}}={\frac {\rho L}{2\pi \varepsilon rL}}={\frac {\rho }{2\pi \varepsilon r}}}, où {\displaystyle \rho } est la densité linéique de charge et {\displaystyle \varepsilon } est permittivité du milieu. 

## Boîte à pilules de Gauss

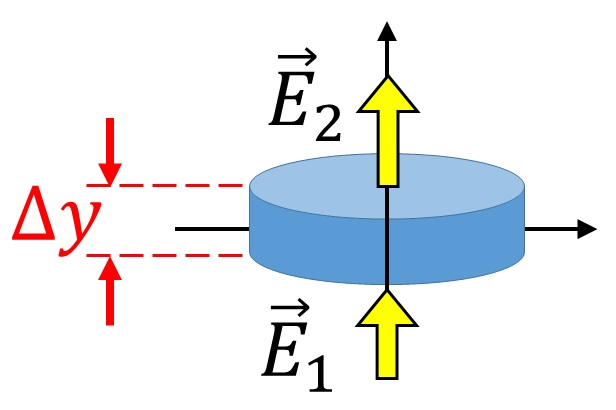

La boîte à pilule s'utilise pour déterminer le champ électrique produit par un plan chargé.   

## Exemple d'utilisation
Trouvons le champ créé à proximité d'un plan infini portant une densité de charge surfacique {\displaystyle \rho _{v}}.